# Marquesado de Cosart d'Espies

## Cossairt d'Espies
Una de las familias más prominentes y antiguas de Francia y Europa entera, Cossart d' Espies, la rama legítima de Noel Cossart fue dignificada con el título de Marquez.
"El último representante de esta rama legítima en América, fue Jacques Marquez de Cossart d'Espie".

## Historia
JACQUES COSSART es el primer ancestro que se conoce de la rama americana del Marquesado, casó con
Rachelle Gelton, ambos de Bélgica, pero al parecer se establecieron en Holanda. El nacimiento de su unigenita combrueba que se acentaron allí en 1632.
Se cree que salieron de Bélgica al tiempo de la Revocación del Edicto de Nantes (1685)
y eran muy diferentes de aquellos Cossart provenientes de Ámsterdam y Róterdam, y aunque es muy difícil comprobar que exista algún parentesco entre ellos, la mayoría son provenientes del centro de Francia.
Los registros en cuanto a desplazamientos no están muy claros pero se cree que llegaron a América a raíz de persecuciones religiosas.
Jacques Cossart falleció en Brooklyn, New York en 1685.
El progenitor de la Rama Americana y último Titular de la Casa.
De los Registros de Joseph Cossairt:
Libro: COSSART
Por: Dee Ann Buck
- Datos: Q6000222